# LG K8 2017
LG K8 2017은 2017년 2월 출시 예정인 LG전자의 보급형 스마트폰이다. 2016년 12월 처음 공개되어 미국 라스베이거스에서 열린 'CES 2017'에 전시되었다. 전작으로부터 달라진 점은 배터리 용량이 2,500 mAh로 증가했으며, 후면 카메라가 1300만 화소로 개선되었다. 전작과 마찬가지로 곡면 글라스가 적용되었으나 배터리 커버에 패턴 디자인이 적용되어 스크래치를 방지하는 효과를 줬다.

## 운영 체제 / 소프트웨어

### 안드로이드 7.0.1 누가
LG K8 2017은 안드로이드 7.0.1 누가를 기본 탑재하여 출시되었다.

## 특수 기능

### 뷰티 샷
- 셀피 카메라를 찍을 때 자동으로 보정이 되는 기능이다. 주로 잡티를 흐리게 하고 피부톤을 밝게 하는 효과를 준다.

- 변형 기종이다.

## 색상
- 실버
- 골드
- 티탄
- 다크 블루

## 같이 보기
- LG K
- LG K10
- LG K8
- LG X300
- LG K10 2017 (LG X400)
- LG K4 2017
- LG K3 2017